# بنيامين حداد
بنيامين حدَّاد (1931 - 17 يونيو 2024) هو مؤرِّخ ولغوي سرياني عراقي، من أعضاء المجمع العلمي العراقي، له معاجمُ وكتبٌ لغوية في دراسة اللغة السريانية.

## سيرته
ولد بنيامين بن ميخا بن يوسف بن ميخا بن جرجيس بن قرياقوس الحدَّاد المَوْصِلي البازي الأصل، في مدينة ألقوش بالعراق. تخرَّج في دار المعلِّمين ببغداد وحصل على شهادتها عام 1955، ثم عمل مدرِّسًا في المدارس العراقية، ومحاضرًا في معهد شمعون الصفا الكهنوتي، ثم في كلية بابل الحبرية للفلسفة واللاهوت لمادَّة اللغة السريانية.

## أعماله
نشر بنيامين حدَّاد في المجمع العلمي العراقي قسم اللغة السريانية، وفي أرشيفه أكثر من 25 مقالة، وعددٌ من الكتب في قضايا اللغة والتاريخ، من أهمِّ أعماله:
| اسم العمل                                         | عدد الأجزاء | نوع العمل  | دار النشر                                    | تاريخ النشر | رقم دولي        | المرجع |
| ------------------------------------------------- | ----------- | ---------- | -------------------------------------------- | ----------- | --------------- | ------ |
| الميزان (معجم الفعل السرياني المقارن)             | 4           | مقالة      | المجمع العلمي العراقي - بغداد                | 1986-1989   | OCLC 989728272  | [ 6 ]  |
| القطر البحري: الأصول الأولى للكلدوآشوريين السريان | 1           | كتاب مطبوع | -                                            | 2006        | OCLC 946597005  | [ 7 ]  |
| جدول ابرشيات كنيسة المشرق وأساقفتها               | 1           | مقالة      | المجمع العلمي العراقي - بغداد                | 1983        | -               | [ 8 ]  |
| موسوعة الديارات                                   | 8           | موسوعة     | اللجنة الأدبية لكنيسة المشرق الآشورية - دهوك | 2015        | OCLC 1036248082 | [ 10 ] |
| معجم روض الكَلِم                                    | 2           | معجم       | مركز جبرائيل دنبو الثقافي                    | 2005        | OCLC 787853537  | [ 11 ] |
| معجم بيث بيتا (كتاب البيت)                        | 1           | معجم       | دار المشرق الثقافية - دهوك                   | 2010        | OCLC 1039837249 | [ 12 ] |
| معجم الأصول اللغوية                               | 1           | معجم       | المجمع العلمي العراقي، بغداد                 | 1996        | -               | [ 13 ] |
| معجم أسماء الحيونات في تراث اللغة السريانية       | 1           | معجم       | دار المشرق الثقافية، دهوك                    | -           | [ 14 ]          |        |

## نشاطاته
لبنيامين حدَّاد نشاط في عدد من الاتحادات والجمعيات الأدبية والثقافية والفكرية، منها:
- عضو المجمع العلمي العراقي قسم اللغة السريانية من 1972 حتى 2006.
- عضو اتحاد الأدباء والكتَّاب العراقيين.
- عضو اتحاد الكتَّاب العرب.
- عضو جمعية الثقافة للناطقين بالسريانية.
- عضو جمعية الفنانين للناطقين بالسريانية.
- عضو اتحاد الأدباء والكتَّاب السريان.
- عضو جمعية آشور بانيبال الثقافية.
- عضو نقابة صحفيي كردستان.
- عضو نقابة الصحفيين العراقيين.
- مدير تحرير دار المشرق.
- عضو كلية بابل الحبرية.

## تكريمه
- جائزة آرام للأدب السرياني 2020 الصادرة عن المركز الثقافي الآرامي.[16]

## وفاته
توفي بنيامين حدَّاد في دهوك يوم الاثنين 11 ذي الحِجَّة 1445هـ الموافق 17 يونيو (حَزِيران) 2024م، عن ثلاثة وتسعين عامًا.

## الملاحظات
1. ↑   توثق الموسوعة جميع الأديرة المسيحية الشرقية والقِبطية، وتناولت أكثر من 1700 دير.[9]

## روابط خارجية
- بنيامين حداد على موقع أرشيف الشارخ